# Indian Ocean Island Games/Badminton
Badminton gehört bei den Indian Ocean Island Games zu den Sportarten, die seit der Premiere der Spiele 1979 ständig im Programm der Spiele waren. Nur bei der Ausgabe 2007 wurde auf Wettbewerbe in dieser Sportart verzichtet. 2011 wurden Sieger und Platzierte in fünf Einzel- und zwei Mannschaftswettbewerben ermittelt.

## Die Sieger
| Saison | Herreneinzel           | Dameneinzel         | Herrendoppel                           | Damendoppel                                     | Mixed                           | Team (M/H/D)                         |                   |
| ------ | ---------------------- | ------------------- | -------------------------------------- | ----------------------------------------------- | ------------------------------- | ------------------------------------ | ----------------- |
| 1979   |                        | Marie Claude Hurree |                                        |                                                 |                                 | Mauritius (Mixed Team)               |                   |
| 1985   | Joseph Patrick Richard | Cathy Foo Kune      | Joseph Patrick Richard Philippe Lesage | nicht ausgetragen                               | Jacques Foo Kune Cathy Foo Kune | Mauritius (Herren)                   |                   |
| 1990   | Geenesh Dussain        | Martine de Souza    | Gilles Allet Édouard Clarisse          | Cathy Foo Kune Martine de Souza                 | Gilles Allet Martine de Souza   |                                      |                   |
| 1993   |                        |                     |                                        |                                                 |                                 |                                      |                   |
| 1998   |                        |                     |                                        |                                                 |                                 |                                      |                   |
| 2003   | Olivier Fossy          | Martine Hennequin   | Stephan Beeharry Yogeshsingh Mahadnac  | Martine Hennequin Shama Aboobakar               | Georgie Cupidon Juliette Ah-Wan | Mauritius (Herren) Mauritius (Damen) |                   |
| 2007   | nicht ausgetragen      | nicht ausgetragen   | nicht ausgetragen                      | nicht ausgetragen                               | nicht ausgetragen               | nicht ausgetragen                    | nicht ausgetragen |
| 2011   | Georgie Cupidon        | Cynthia Course      | Georgie Cupidon Steve Malcouzane       | Cynthia Course Alisen Camille                   | Kiran Baboulal Shama Aboobakar  | Mauritius (Herren) Mauritius (Damen) |                   |
| 2015   | Georges Paul           | Kate Foo Kune       | Aatish Lubah Georges Paul              | Kate Foo Kune Yeldi Louison                     | Sahir Edoo Yeldi Louison        | Mauritius (Herren) Mauritius (Damen) |                   |
| 2019   | Arnaud Génin           | Nabeeha Aminath     | Aatish Lubah Georges Paul              | Kobita Dookhee Aurelie Allet                    | Georges Paul Aurelie Allet      | Mauritius (Herren) Réunion (Damen)   |                   |
| 2023   | Alexandre Bongout      | Kate Ludik          | Aaron Assing Xavier Chane Fung Ting    | Fathimath Nabaaha Razzaq Aminath Nabeeha Razzaq | Georges Paul Kate Ludik         | Mauritius (Herren) Mauritius (Damen) |                   |